# AN/SLQ-25 Nixie

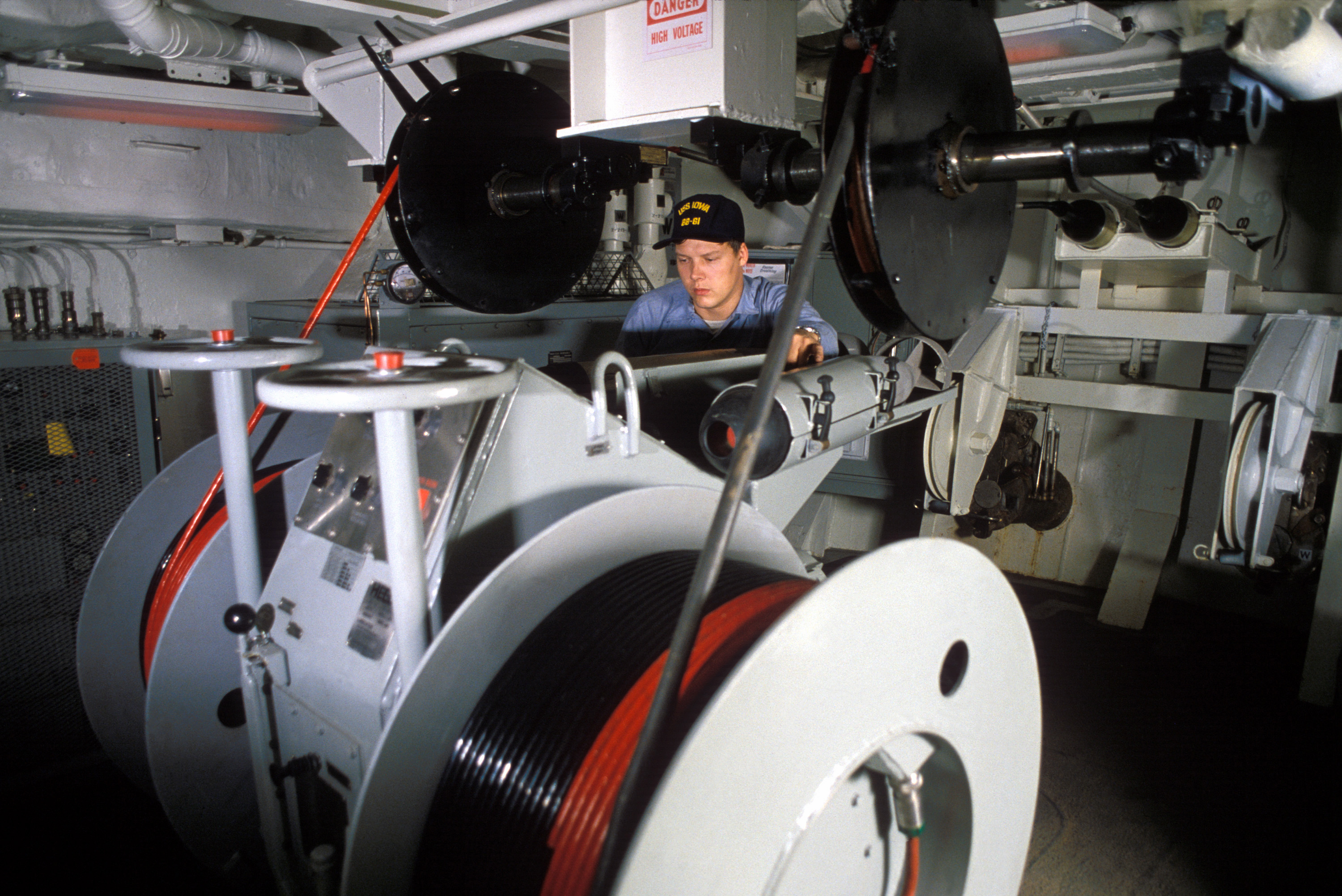
SLQ-25 Nixie a bordo del USS Iowa BB-61

El AN/SLQ-25 Nixie y sus variantes son señuelos de torpedo remolcado utilizados en buques de guerra americanos y aliados.

## Descripción
Consiste en un dispositivo de señuelo remolcado y un generador de señales a bordo. El señuelo emite señales para dibujar una ruta diferente de la de su objetivo previsto.
El Nixie intenta desviar un torpedo por sonar pasivo emitiendo la simulación del ruido del barco, como la hélice y el ruido del motor, que son los más atrayentes para los sensores del torpedo.

## Variantes

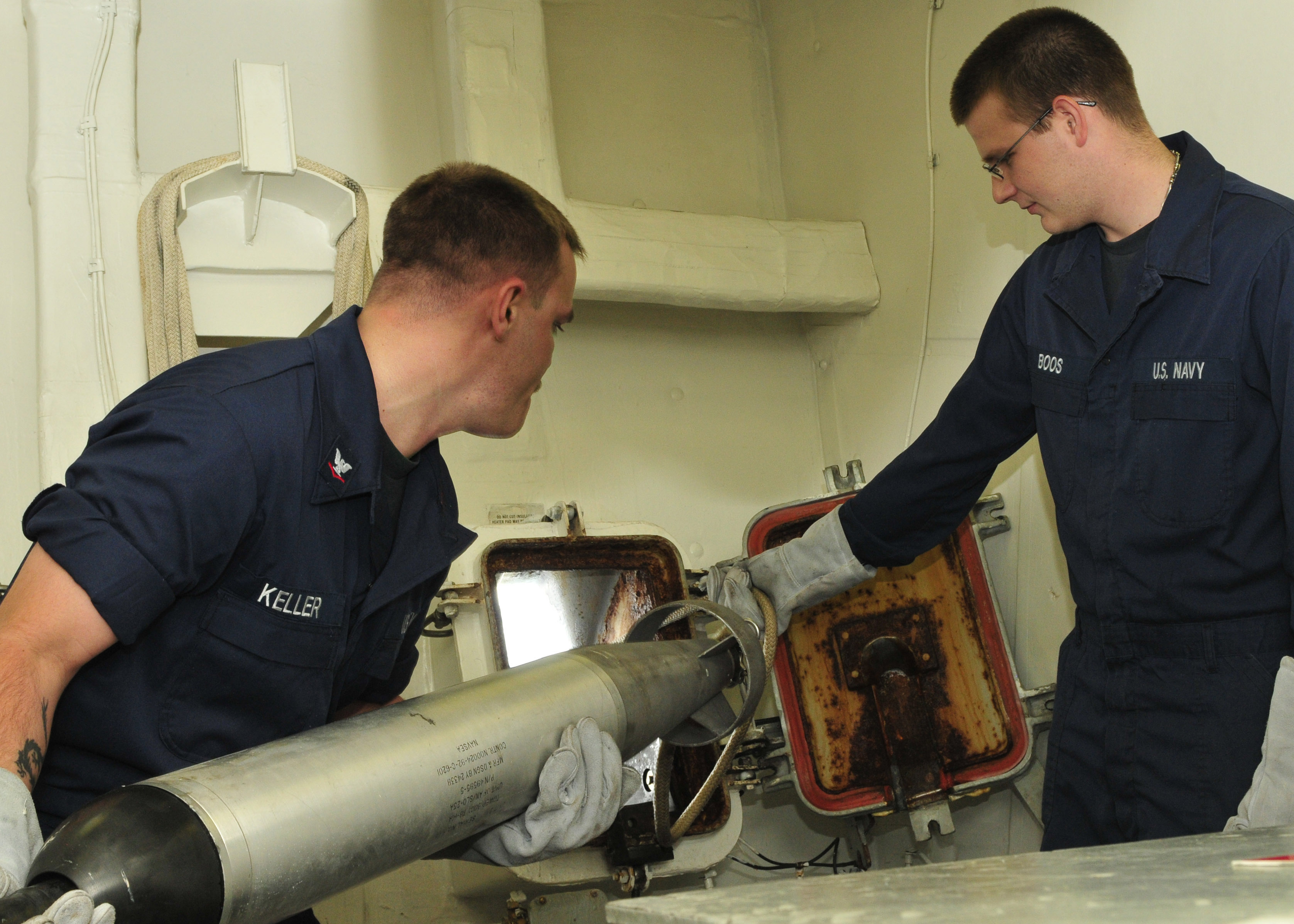
Lanzamiento de un torpedo Nixie por la escotilla trasera del USS Barry (DDG 52)

El AN/SLQ-25A Nixie es un diseño empezado desde cero en comparación con el AN/SLQ-25 Nixie. Aparte de algunos pequeños componentes mecánicos, no comparten partes comunes. El AN/SLQ-25A utiliza un cable de remolque de fibra óptica (FOTC) y un cabrestante de doble tambor de 10 caballos de fuerza RL-272C. Varios cambios de ingeniería en equipos de amplia utilización llevaron a la reducción de costes (COTS). Se puede iniciar un programa de diagnóstico localmente o desde la estación de control remoto y hacer pruebas de todas las funciones electrónicas.
El AN/SLQ-25B incluye equipos del AN/SLQ-25A e incorpora un sensor de matriz remolcado para detectar submarinos y torpedos acercándose. El AN/SLQ-25B también incorpora otros señuelos para sonar activo, recibiendo, amplificando y devolviendo la señal desde el torpedo, presentando un objetivo mayor falso para el torpedo.
El sistema AN/SLQ-25C es una actualización del sistema AN/SLQ-25A. El AN/SLQ-25C incorpora contramedidas de torpedo de superficie mejorada con la adición de nuevos modos de contramedida a lo largo de un cable de remolque más largo y más funcional.
Normalmente, las naves más grandes pueden tener dos sistemas Nixie montados en la parte trasera para permitir la operación individualmente o en parejas mientras los barcos más pequeños pueden tener un único sistema.

## Futuro
Bajo un memorando de entendimiento entre UK/US, el Ministerio de Defensa del Reino Unido y el Departamento de Defensa de Estados Unidos están fomentando sistemas de supervivencia contra torpedos. Estados Unidos está trabajando actualmente en un programa de Fuente Activa denominado programa DCL Demostrador de Tecnología y el Reino Unido ha desarrollado y puesto en servicio el sistema de defensa de Torpedo de Superficie S2170.